# Tour cycliste international de la Guadeloupe 2016
La 66e édition du Tour cycliste international de la Guadeloupe a eu lieu du 29 juillet 2016 au 7 août 2016. La course fait partie du calendrier UCI Europe Tour 2016 en catégorie 2.2.
Elle a été remportée par le Français Damien Monier (Bridgestone Anchor Cycling Team), vainqueur également de la huitième étape B. Il devance le Français Maxime Le Lavandier (Pro Immo Nicolas Roux) et le Vénézuélien José Chacón (AS Baie-Mahaultienne).

## Présentation

### Parcours
Le Tour se déroule en 12 étapes (dont un prologue) sur 10 jours. Il comporte 3 contre-la-montre, 6 étapes de plat, 2 étapes vallonnées et 1 étape de montagne.

### Équipes
Classé en catégorie 2.2 de l'UCI Europe Tour, le tour cycliste international de la Guadeloupe est par conséquent ouvert aux équipes continentales professionnelles françaises, aux équipes continentales, aux équipes nationales et aux équipes régionales et de clubs.
Vingt-cinq équipes participent à ce tour : trois équipes continentales et vingt-deux équipes régionales et de clubs.
| Équipes continentales        | Équipes continentales  | Équipes continentales |
| Nom de l'équipe              | Pays                   | Code                  |
| ---------------------------- | ---------------------- | --------------------- |
| Bridgestone Anchor Cycling   | Japon                  | BGT                   |
| Inteja MMR Dominican Cycling | République dominicaine | DCT                   |
| Rally Cycling                | États-Unis             | RLY                   |

| Équipes régionales et de clubs         | Équipes régionales et de clubs | Équipes régionales et de clubs |
| Nom de l'équipe                        | Pays                           | Code                           |
| -------------------------------------- | ------------------------------ | ------------------------------ |
| A.S. Baie-Mahaultienne                 | France                         |                                |
| Bourg Ain Cyclisme                     | France                         |                                |
| Club Martinique                        | France                         |                                |
| Club de La Défense                     | France                         |                                |
| Convergence S.C. Abymienne             | France                         |                                |
| Excelsior                              | France                         |                                |
| Jeunesse Cycliste des Abymes           | France                         |                                |
| Karukera Assainissement P.D.L.         | France                         |                                |
| O. Cycl. du Levant / Jarry Team Vélo + | France                         |                                |
| Pédale du Centre                       | France                         |                                |
| Pédale Pointe-Noirienne                | France                         |                                |
| Rayon d'Argent                         | France                         |                                |
| Team Fachklinik Dr Herzog              | Allemagne                      | GFP                            |
| Team Ghi Gwada                         | France                         |                                |
| Team Pro Immo Nicolas Roux             | France                         | PIM                            |
| Uni Sport Lamentinois                  | France                         |                                |
| Union Vélocipédique de Marie-Galante   | France                         |                                |
| Union Vélocipédique du Nord            | France                         |                                |
| U.S.R. Vélo                            | France                         |                                |
| Vélo Club de Grand Case                | France                         |                                |
| Vélo Club Saintannais                  | France                         |                                |
| Vélo du Centre et de la Caraïbe        | France                         |                                |

### Primes
Les prix sont attribués suivant le barème de l'UCI,.
| Position           | 1er     | 2e      | 3e    | 4e    | 5e    | 6e    | 7e    | 8e    | 9e    | 10e à 20e |
| Classement général | 2 105 € | 1 055 € | 525 € | 265 € | 210 € | 158 € | 158 € | 107 € | 107 € | 50 €      |
| Par étape          | 1 205 € | 600 €   | 300 € | 150 € | 120 € | 90 €  | 90 €  | 60 €  | 60 €  | 30 €      |
| Par demi-étape     | 900 €   | 455 €   | 225 € | 115 € | 90 €  | 68 €  | 68 €  | 47 €  | 47 €  | 20 €      |

## Étapes
| Étape     | Date       | Villes étapes                   |                             | Distance (km) | Vainqueur d’étape        | Leader du classement général |
| --------- | ---------- | ------------------------------- | --------------------------- | ------------- | ------------------------ | ---------------------------- |
| Prologue  | 29 juillet | Pointe-à-Pitre - Pointe-à-Pitre | Contre-la-montre individuel | 2,2           | Charles Bradley Huff     | Charles Bradley Huff         |
| 1re étape | 30 juillet | Pointe-à-Pitre - Petit-Canal    | Étape de plaine             | 163           | Cédric Ramothe           | Jesse Anthony                |
| 2ea étape | 31 juillet | Petit-Canal - Vieux-Habitants   | Étape vallonnée             | 100           | Nicolas Thomasson        | Cédric Eustache              |
| 2eb étape | 31 juillet | Basse-Terre - Saint-Claude      | Contre-la-montre individuel | 6             | Sébastien Fournet-Fayard | Thomas Lebas                 |
| 3e étape  | 1er août   | Vieux-Habitants - Sainte-Rose   | Étape de plaine             | 156           | Jesse Anthony            | Thomas Lebas                 |
| 4e étape  | 2 août     | Sainte-Rose - Petit-Bourg       | Étape vallonnée             | 148,4         | José Flober Peña Peña    | José Flober Peña Peña        |
| 5e étape  | 3 août     | Petit-Bourg - Bouillante        | Étape de plaine             | 156,3         | Étape annulée            | Étape annulée                |
| 6e étape  | 4 août     | Bouillante - Saint-François     | Étape de plaine             | 146,6         | Yannis Cidolit           | Thomas Lebas                 |
| 7e étape  | 5 août     | Saint-François - Le Gosier      | Étape de plaine             | 154           | Sylvain Georges          | Julien Liponne               |
| 8ea étape | 6 août     | Le Gosier - Les Abymes          | Étape de plaine             | 105           | Yolan Sylvestre          | Julien Liponne               |
| 8eb étape | 6 août     | Les Abymes - Les Abymes         | Contre-la-montre individuel | 20            | Damien Monier            | José Isidro Chacón Díaz      |
| 9e étape  | 7 août     | Les Abymes - Basse-Terre        | Étape de montagne           | 115,9         | Jesse Anthony            | Damien Monier                |

## Déroulement de la course

### Prologue
| Classement du prologue | Classement du prologue | Classement du prologue | Classement du prologue         | Classement du prologue |
|                        | Coureur                | Pays                   | Équipe                         | Temps                  |
| ---------------------- | ---------------------- | ---------------------- | ------------------------------ | ---------------------- |
| 1er                    | Charles Bradley Huff   | États-Unis             | Rally Cycling                  | en 0 h 2 min 22 s      |
| 2e                     | Jesse Anthony          | États-Unis             | Rally Cycling                  | + 1 s                  |
| 3e                     | Joastien Perran        | France                 | Vélo Club Saintannais          | + 4 s                  |
| 4e                     | Larry Lutin            | France                 | Karukera Assainissement P.D.L. | + 4 s                  |
| 5e                     | Ryota Nishizono        | Japon                  | Bridgestone Anchor Cycling     | + 5 s                  |
| 6e                     | Ronald Géran           | France                 | Convergence S.C. Abymienne     | + 6 s                  |
| 7e                     | Shane Kline            | États-Unis             | Rally Cycling                  | + 6 s                  |
| 8e                     | Andy Dorvillius        | France                 | Rayon d'Argent                 | + 6 s                  |
| 9e                     | Kenny Jean-Jacques     | France                 | Excelsior                      | + 7 s                  |
| 10e                    | Kéran Barolin          | France                 | Union Vélocipédique du Nord    | + 7 s                  |
| modifier               |                        |                        |                                |                        |

| Classement général | Classement général   | Classement général | Classement général             | Classement général |
|                    | Coureur              | Pays               | Équipe                         | Temps              |
| ------------------ | -------------------- | ------------------ | ------------------------------ | ------------------ |
| 1er                | Charles Bradley Huff | États-Unis         | Rally Cycling                  | en 0 h 2 min 22 s  |
| 2e                 | Jesse Anthony        | États-Unis         | Rally Cycling                  | + 1 s              |
| 3e                 | Joastien Perran      | France             | Vélo Club Saintannais          | + 4 s              |
| 4e                 | Larry Lutin          | France             | Karukera Assainissement P.D.L. | + 4 s              |
| 5e                 | Ryota Nishizono      | Japon              | Bridgestone Anchor Cycling     | + 5 s              |
| 6e                 | Ronald Géran         | France             | Convergence S.C. Abymienne     | + 6 s              |
| 7e                 | Shane Kline          | États-Unis         | Rally Cycling                  | + 6 s              |
| 8e                 | Andy Dorvillius      | France             | Rayon d'Argent                 | + 6 s              |
| 9e                 | Kenny Jean-Jacques   | France             | Excelsior                      | + 7 s              |
| 10e                | Kéran Barolin        | France             | Union Vélocipédique du Nord    | + 7 s              |
| modifier           |                      |                    |                                |                    |

### 1reétape
| Classement de l'étape | Classement de l'étape | Classement de l'étape | Classement de l'étape          | Classement de l'étape |
|                       | Coureur               | Pays                  | Équipe                         | Temps                 |
| --------------------- | --------------------- | --------------------- | ------------------------------ | --------------------- |
| 1er                   | Cédric Ramothe        | France                | Uni Sport Lamentinois          | en 3 h 41 min 46 s    |
| 2e                    | Camille Chancrin      | France                | Bourg Ain Cyclisme             | + 7 s                 |
| 3e                    | Jayson Rousseau       | France                | Vélo Club de Grand Case        | + 9 s                 |
| 4e                    | Yolan Sylvestre       | France                | Club Martinique                | + 13 s                |
| 5e                    | Julien Pierrat        | France                | Team Pro Immo Nicolas Roux     | + 13 s                |
| 6e                    | Daniel Junon          | France                | Karukera Assainissement P.D.L. | + 13 s                |
| 7e                    | Shane Kline           | États-Unis            | Rally Cycling                  | + 13 s                |
| 8e                    | Stéphane Larochelle   | France                | Team Ghi Gwada                 | + 13 s                |
| 9e                    | William Bondot        | France                | Vélo Club Saintannais          | + 13 s                |
| 10e                   | Florian Obersteiner   | Allemagne             | Team Fachklinik Dr Herzog      | + 13 s                |
| modifier              |                       |                       |                                |                       |

| Classement général | Classement général | Classement général | Classement général             | Classement général |
|                    | Coureur            | Pays               | Équipe                         | Temps              |
| ------------------ | ------------------ | ------------------ | ------------------------------ | ------------------ |
| 1er                | Jesse Anthony      | États-Unis         | Rally Cycling                  | en 3 h 44 min 22 s |
| 2e                 | Larry Lutin        | France             | Karukera Assainissement P.D.L. | + 2 s              |
| 3e                 | Joastien Perran    | France             | Vélo Club Saintannais          | + 3 s              |
| 4e                 | Camille Chancrin   | France             | Bourg Ain Cyclisme             | + 3 s              |
| 5e                 | Jayson Rousseau    | France             | Vélo Club de Grand Case        | + 4 s              |
| 6e                 | Ronald Géran       | France             | Convergence S.C. Abymienne     | + 5 s              |
| 7e                 | Shane Kline        | États-Unis         | Rally Cycling                  | + 5 s              |
| 8e                 | Andy Dorvillius    | France             | Rayon d'Argent                 | + 5 s              |
| 9e                 | Cédric Ramothe     | France             | Uni Sport Lamentinois          | + 5 s              |
| 10e                | Jordan Nacto       | France             | Vélo Club Saintannais          | + 6 s              |
| modifier           |                    |                    |                                |                    |

### 2ea étape
| Classement de l'étape | Classement de l'étape     | Classement de l'étape | Classement de l'étape      | Classement de l'étape |
|                       | Coureur                   | Pays                  | Équipe                     | Temps                 |
| --------------------- | ------------------------- | --------------------- | -------------------------- | --------------------- |
| 1er                   | Nicolas Thomasson         | France                | Team Pro Immo Nicolas Roux | en 2 h 19 min 58 s    |
| 2e                    | Cédric Eustache           | France                | Club Martinique            | + 4 s                 |
| 3e                    | Ryota Nishizono           | Japon                 | Bridgestone Anchor Cycling | + 10 s                |
| 4e                    | Thomas Lebas              | France                | Bridgestone Anchor Cycling | + 19 s                |
| 5e                    | Jesse Anthony             | États-Unis            | Rally Cycling              | + 1 min 21 s          |
| 6e                    | Sébastien Fournet-Fayard  | France                | Team Pro Immo Nicolas Roux | + 1 min 21 s          |
| 7e                    | Pascal Bousquet           | France                | Club de La Défense         | + 1 min 21 s          |
| 8e                    | Julien Liponne            | France                | Bourg Ain Cyclisme         | + 1 min 21 s          |
| 9e                    | José Daniel Bernal García | Colombie              | Rayon d'Argent             | + 1 min 21 s          |
| 10e                   | Jayson Rousseau           | France                | Vélo Club de Grand Case    | + 1 min 57 s          |
| modifier              |                           |                       |                            |                       |

| Classement général | Classement général        | Classement général | Classement général         | Classement général |
|                    | Coureur                   | Pays               | Équipe                     | Temps              |
| ------------------ | ------------------------- | ------------------ | -------------------------- | ------------------ |
| 1er                | Cédric Eustache           | France             | Club Martinique            | en 6 h 4 min 32 s  |
| 2e                 | Nicolas Thomasson         | France             | Team Pro Immo Nicolas Roux | + 2 s              |
| 3e                 | Ryota Nishizono           | Japon              | Bridgestone Anchor Cycling | + 12 s             |
| 4e                 | Thomas Lebas              | France             | Bridgestone Anchor Cycling | + 18 s             |
| 5e                 | Jesse Anthony             | États-Unis         | Rally Cycling              | + 1 min 9 s        |
| 6e                 | Sébastien Fournet-Fayard  | France             | Team Pro Immo Nicolas Roux | + 1 min 22 s       |
| 7e                 | José Daniel Bernal García | Colombie           | Rayon d'Argent             | + 1 min 23 s       |
| 8e                 | Julien Liponne            | France             | Bourg Ain Cyclisme         | + 1 min 29 s       |
| 9e                 | Pascal Bousquet           | France             | Club de La Défense         | + 1 min 30 s       |
| 10e                | Camille Chancrin          | France             | Bourg Ain Cyclisme         | + 1 min 48 s       |
| modifier           |                           |                    |                            |                    |

### 2eb étape
| Classement de l'étape | Classement de l'étape          | Classement de l'étape | Classement de l'étape      | Classement de l'étape |
|                       | Coureur                        | Pays                  | Équipe                     | Temps                 |
| --------------------- | ------------------------------ | --------------------- | -------------------------- | --------------------- |
| 1er                   | Sébastien Fournet-Fayard       | France                | Team Pro Immo Nicolas Roux | en 17 min 59 s        |
| 2e                    | Maxime Le Lavandier            | France                | Team Pro Immo Nicolas Roux | + 17 s                |
| 3e                    | Giovanni Manuel Báez Álvarez   | Colombie              | Uni Sport Lamentinois      | + 18 s                |
| 4e                    | Thomas Lebas                   | France                | Bridgestone Anchor Cycling | + 23 s                |
| 5e                    | Damien Monier                  | France                | Bridgestone Anchor Cycling | + 26 s                |
| 6e                    | José Isidro Chacón Díaz        | Venezuela             | A.S. Baie-Mahaultienne     | + 48 s                |
| 7e                    | Boris Carène                   | France                | A.S. Baie-Mahaultienne     | + 50 s                |
| 8e                    | Ever Alexander Rivera Guerrero | Colombie              | Vélo Club de Grand Case    | + 56 s                |
| 9e                    | José Flober Peña Peña          | Colombie              | Uni Sport Lamentinois      | + 58 s                |
| 10e                   | Julien Liponne                 | France                | Bourg Ain Cyclisme         | + 1 min 1 s           |
| modifier              |                                |                       |                            |                       |

| Classement général | Classement général           | Classement général | Classement général         | Classement général |
|                    | Coureur                      | Pays               | Équipe                     | Temps              |
| ------------------ | ---------------------------- | ------------------ | -------------------------- | ------------------ |
| 1er                | Thomas Lebas                 | France             | Bridgestone Anchor Cycling | en 6 h 23 min 12 s |
| 2e                 | Ryota Nishizono              | Japon              | Bridgestone Anchor Cycling | + 35 s             |
| 3e                 | Sébastien Fournet-Fayard     | France             | Team Pro Immo Nicolas Roux | + 35 s             |
| 4e                 | Cédric Eustache              | France             | Club Martinique            | + 39 s             |
| 5e                 | Maxime Le Lavandier          | France             | Team Pro Immo Nicolas Roux | + 1 min 29 s       |
| 6e                 | Giovanni Manuel Báez Álvarez | Colombie           | Uni Sport Lamentinois      | + 1 min 36 s       |
| 7e                 | Damien Monier                | France             | Bridgestone Anchor Cycling | + 1 min 37 s       |
| 8e                 | Julien Liponne               | France             | Bourg Ain Cyclisme         | + 1 min 49 s       |
| 9e                 | Nicolas Thomasson            | France             | Team Pro Immo Nicolas Roux | + 1 min 52 s       |
| 10e                | José Isidro Chacón Díaz      | Venezuela          | A.S. Baie-Mahaultienne     | + 2 min 0 s        |
| modifier           |                              |                    |                            |                    |

### 3eétape
| Classement de l'étape | Classement de l'étape   | Classement de l'étape | Classement de l'étape           | Classement de l'étape |
|                       | Coureur                 | Pays                  | Équipe                          | Temps                 |
| --------------------- | ----------------------- | --------------------- | ------------------------------- | --------------------- |
| 1er                   | Jesse Anthony           | États-Unis            | Rally Cycling                   | en 3 h 46 min 47 s    |
| 2e                    | Yolan Sylvestre         | France                | Club Martinique                 | + 1 s                 |
| 3e                    | José Isidro Chacón Díaz | Venezuela             | A.S. Baie-Mahaultienne          | + 1 s                 |
| 4e                    | Ignacio Sarabia Díaz    | Mexique               | Inteja MMR Dominican Cycling    | + 4 s                 |
| 5e                    | Jayson Rousseau         | France                | Vélo Club de Grand Case         | + 4 s                 |
| 6e                    | Simon Buttner           | France                | Bourg Ain Cyclisme              | + 4 s                 |
| 7e                    | Lionel Miny             | France                | Jeunesse Cycliste des Abymes    | + 4 s                 |
| 8e                    | Bjorn Selander          | États-Unis            | Rally Cycling                   | + 4 s                 |
| 9e                    | Marc Flavien            | France                | Club Martinique                 | + 4 s                 |
| 10e                   | Jules Lanclume          | France                | Vélo du Centre et de la Caraïbe | + 4 s                 |
| modifier              |                         |                       |                                 |                       |

| Classement général | Classement général           | Classement général | Classement général         | Classement général  |
|                    | Coureur                      | Pays               | Équipe                     | Temps               |
| ------------------ | ---------------------------- | ------------------ | -------------------------- | ------------------- |
| 1er                | Thomas Lebas                 | France             | Bridgestone Anchor Cycling | en 10 h 10 min 13 s |
| 2e                 | Ryota Nishizono              | Japon              | Bridgestone Anchor Cycling | + 35 s              |
| 3e                 | Sébastien Fournet-Fayard     | France             | Team Pro Immo Nicolas Roux | + 35 s              |
| 4e                 | Cédric Eustache              | France             | Club Martinique            | + 39 s              |
| 5e                 | Maxime Le Lavandier          | France             | Team Pro Immo Nicolas Roux | + 1 min 29 s        |
| 6e                 | Giovanni Manuel Báez Álvarez | Colombie           | Uni Sport Lamentinois      | + 1 min 36 s        |
| 7e                 | Damien Monier                | France             | Bridgestone Anchor Cycling | + 1 min 37 s        |
| 8e                 | Nicolas Thomasson            | France             | Team Pro Immo Nicolas Roux | + 1 min 49 s        |
| 9e                 | Julien Liponne               | France             | Bourg Ain Cyclisme         | + 1 min 49 s        |
| 10e                | José Isidro Chacón Díaz      | Venezuela          | A.S. Baie-Mahaultienne     | + 1 min 53 s        |
| modifier           |                              |                    |                            |                     |

### 4eétape
| Classement de l'étape | Classement de l'étape        | Classement de l'étape | Classement de l'étape        | Classement de l'étape |
|                       | Coureur                      | Pays                  | Équipe                       | Temps                 |
| --------------------- | ---------------------------- | --------------------- | ---------------------------- | --------------------- |
| 1er                   | José Flober Peña Peña        | Colombie              | Uni Sport Lamentinois        | en 3 h 49 min 30 s    |
| 2e                    | Rafael Márquez Raigón        | Espagne               | Inteja MMR Dominican Cycling | + 2 min 2 s           |
| 3e                    | Boris Carène                 | France                | A.S. Baie-Mahaultienne       | + 2 min 32 s          |
| 4e                    | Thomas Lebas                 | France                | Bridgestone Anchor Cycling   | + 2 min 32 s          |
| 5e                    | Yolan Sylvestre              | France                | Club Martinique              | + 2 min 32 s          |
| 6e                    | Ludovic Turpin               | France                | Vélo Club de Grand Case      | + 2 min 32 s          |
| 7e                    | Sébastien Fournet-Fayard     | France                | Team Pro Immo Nicolas Roux   | + 2 min 32 s          |
| 8e                    | José Isidro Chacón Díaz      | Venezuela             | A.S. Baie-Mahaultienne       | + 2 min 32 s          |
| 9e                    | Giovanni Manuel Báez Álvarez | Colombie              | Uni Sport Lamentinois        | + 2 min 32 s          |
| 10e                   | Maxime Le Lavandier          | France                | Team Pro Immo Nicolas Roux   | + 2 min 32 s          |
| modifier              |                              |                       |                              |                       |

| Classement général | Classement général           | Classement général | Classement général         | Classement général |
|                    | Coureur                      | Pays               | Équipe                     | Temps              |
| ------------------ | ---------------------------- | ------------------ | -------------------------- | ------------------ |
| 1er                | José Flober Peña Peña        | Colombie           | Uni Sport Lamentinois      | en 14 h 1 min 53 s |
| 2e                 | Thomas Lebas                 | France             | Bridgestone Anchor Cycling | + 37 s             |
| 3e                 | Sébastien Fournet-Fayard     | France             | Team Pro Immo Nicolas Roux | + 1 min 12 s       |
| 4e                 | Cédric Eustache              | France             | Club Martinique            | + 1 min 16 s       |
| 5e                 | Maxime Le Lavandier          | France             | Team Pro Immo Nicolas Roux | + 2 min 6 s        |
| 6e                 | Giovanni Manuel Báez Álvarez | Colombie           | Uni Sport Lamentinois      | + 2 min 13 s       |
| 7e                 | Julien Liponne               | France             | Bourg Ain Cyclisme         | + 2 min 21 s       |
| 8e                 | Damien Monier                | France             | Bridgestone Anchor Cycling | + 2 min 23 s       |
| 9e                 | José Isidro Chacón Díaz      | Venezuela          | A.S. Baie-Mahaultienne     | + 2 min 30 s       |
| 10e                | Boris Carène                 | France             | A.S. Baie-Mahaultienne     | + 2 min 35 s       |
| modifier           |                              |                    |                            |                    |

### 5eétape
La 5e étape a été annulée par les organisateurs à la suite d'un drame survenu la veille du début de la compétition. Un des participants au Tour, le cycliste Warren Errin, a été percuté par un véhicule alors qu'il circulait à vélo pour récupérer son transpondeur et a succombé à ses blessures le mercredi 3 août, jour de la 5e étape. Les coureurs, pour lui rendre hommage, ont décidé de se rendre sur les lieux du drame, le vélodrome de Baie-Mahault, puis de terminer l'étape sans compétition. Cela a conduit à l'annulation de l'étape et le retrait de l'équipe du jeune cycliste, l'Uni Sport Lamentinois, dont faisait partie le détenteur provisoire du maillot jaune, Flober Peña, ainsi que du favori et dernier vainqueur du Tour de la Guadeloupe en 2015, Boris Carène.

### 6eétape
| Classement de l'étape | Classement de l'étape      | Classement de l'étape | Classement de l'étape           | Classement de l'étape |
|                       | Coureur                    | Pays                  | Équipe                          | Temps                 |
| --------------------- | -------------------------- | --------------------- | ------------------------------- | --------------------- |
| 1er                   | Yannis Cidolit             | France                | Karukera Assainissement P.D.L.  | en 3 h 41 min 49 s    |
| 2e                    | Damien Maroni Chevalier    | France                | A.S. Baie-Mahaultienne          | + 0 s                 |
| 3e                    | Shane Kline                | États-Unis            | Rally Cycling                   | + 18 s                |
| 4e                    | Nicolas Thomasson          | France                | Team Pro Immo Nicolas Roux      | + 18 s                |
| 5e                    | Simon Buttner              | France                | Bourg Ain Cyclisme              | + 18 s                |
| 6e                    | Jules Lanclume             | France                | Vélo du Centre et de la Caraïbe | + 18 s                |
| 7e                    | Grzegorz Kwiatkowski       | Pologne               | Club de La Défense              | + 18 s                |
| 8e                    | Loïc Laviolette            | France                | Karukera Assainissement P.D.L.  | + 18 s                |
| 9e                    | Thomas Soladay             | États-Unis            | Rally Cycling                   | + 25 s                |
| 10e                   | John Alberto Nava Carvajar | Venezuela             | Team Ghi Gwada                  | + 25 s                |
| modifier              |                            |                       |                                 |                       |

| Classement général | Classement général             | Classement général | Classement général           | Classement général  |
|                    | Coureur                        | Pays               | Équipe                       | Temps               |
| ------------------ | ------------------------------ | ------------------ | ---------------------------- | ------------------- |
| 1er                | Thomas Lebas                   | France             | Bridgestone Anchor Cycling   | en 17 h 48 min 42 s |
| 2e                 | Sébastien Fournet-Fayard       | France             | Team Pro Immo Nicolas Roux   | + 35 s              |
| 3e                 | Cédric Eustache                | France             | Club Martinique              | + 39 s              |
| 4e                 | Maxime Le Lavandier            | France             | Team Pro Immo Nicolas Roux   | + 1 min 29 s        |
| 5e                 | Julien Liponne                 | France             | Bourg Ain Cyclisme           | + 1 min 44 s        |
| 6e                 | Damien Monier                  | France             | Bridgestone Anchor Cycling   | + 1 min 46 s        |
| 7e                 | José Isidro Chacón Díaz        | Venezuela          | A.S. Baie-Mahaultienne       | + 1 min 53 s        |
| 8e                 | Rafael Márquez Raigón          | Espagne            | Inteja MMR Dominican Cycling | + 2 min 5 s         |
| 9e                 | Ever Alexander Rivera Guerrero | Colombie           | Vélo Club de Grand Case      | + 2 min 7 s         |
| 10e                | Ludovic Turpin                 | France             | Vélo Club de Grand Case      | + 2 min 52 s        |
| modifier           |                                |                    |                              |                     |

### 7eétape
| Classement de l'étape | Classement de l'étape | Classement de l'étape | Classement de l'étape           | Classement de l'étape |
|                       | Coureur               | Pays                  | Équipe                          | Temps                 |
| --------------------- | --------------------- | --------------------- | ------------------------------- | --------------------- |
| 1er                   | Sylvain Georges       | France                | Team Pro Immo Nicolas Roux      | en 3 h 28 min 30 s    |
| 2e                    | Kélian Duro           | France                | Vélo Club Saintannais           | + 4 s                 |
| 3e                    | Olivier Curier        | France                | Excelsior                       | + 7 s                 |
| 4e                    | Grzegorz Kwiatkowski  | Pologne               | Club de La Défense              | + 7 s                 |
| 5e                    | Nicolas Thomasson     | France                | Team Pro Immo Nicolas Roux      | + 7 s                 |
| 6e                    | Jules Lanclume        | France                | Vélo du Centre et de la Caraïbe | + 7 s                 |
| 7e                    | Julien Liponne        | France                | Bourg Ain Cyclisme              | + 7 s                 |
| 8e                    | Cédric Locatin        | France                | Excelsior                       | + 10 s                |
| 9e                    | Grégory Blondin       | France                | Vélo Club de Grand Case         | + 10 s                |
| 10e                   | Frédéric Attaud       | France                | A.S. Baie-Mahaultienne          | + 10 s                |
| modifier              |                       |                       |                                 |                       |

| Classement général | Classement général             | Classement général | Classement général           | Classement général  |
|                    | Coureur                        | Pays               | Équipe                       | Temps               |
| ------------------ | ------------------------------ | ------------------ | ---------------------------- | ------------------- |
| 1er                | Julien Liponne                 | France             | Bourg Ain Cyclisme           | en 21 h 19 min 14 s |
| 2e                 | Thomas Lebas                   | France             | Bridgestone Anchor Cycling   | + 1 min 50 s        |
| 3e                 | José Isidro Chacón Díaz        | Venezuela          | A.S. Baie-Mahaultienne       | + 2 min 1 s         |
| 4e                 | Ever Alexander Rivera Guerrero | Colombie           | Vélo Club de Grand Case      | + 2 min 18 s        |
| 5e                 | Sébastien Fournet-Fayard       | France             | Team Pro Immo Nicolas Roux   | + 2 min 25 s        |
| 6e                 | Cédric Eustache                | France             | Club Martinique              | + 2 min 29 s        |
| 7e                 | Maxime Le Lavandier            | France             | Team Pro Immo Nicolas Roux   | + 3 min 19 s        |
| 8e                 | Damien Monier                  | France             | Bridgestone Anchor Cycling   | + 3 min 36 s        |
| 9e                 | Rafael Márquez Raigón          | Espagne            | Inteja MMR Dominican Cycling | + 3 min 55 s        |
| 10e                | Ludovic Turpin                 | France             | Vélo Club de Grand Case      | + 4 min 42 s        |
| modifier           |                                |                    |                              |                     |

### 8ea étape
| Classement de l'étape | Classement de l'étape   | Classement de l'étape | Classement de l'étape           | Classement de l'étape |
|                       | Coureur                 | Pays                  | Équipe                          | Temps                 |
| --------------------- | ----------------------- | --------------------- | ------------------------------- | --------------------- |
| 1er                   | Yolan Sylvestre         | France                | Club Martinique                 | en 2 h 27 min 16 s    |
| 2e                    | Jayson Rousseau         | France                | Vélo Club de Grand Case         | + 14 s                |
| 3e                    | Jules Lanclume          | France                | Vélo du Centre et de la Caraïbe | + 16 s                |
| 4e                    | Olivier Lefrançois      | France                | Club de La Défense              | + 16 s                |
| 5e                    | Thomas Lebas            | France                | Bridgestone Anchor Cycling      | + 16 s                |
| 6e                    | Loïc Laviolette         | France                | Karukera Assainissement P.D.L.  | + 16 s                |
| 7e                    | José Isidro Chacón Díaz | Venezuela             | A.S. Baie-Mahaultienne          | + 16 s                |
| 8e                    | Ryu Suzuki              | Japon                 | Bridgestone Anchor Cycling      | + 16 s                |
| 9e                    | Neddhym Nemorin         | France                | U.S.R. Vélo                     | + 16 s                |
| 10e                   | Cédric Eustache         | France                | Club Martinique                 | + 16 s                |
| modifier              |                         |                       |                                 |                       |

| Classement général | Classement général             | Classement général | Classement général           | Classement général  |
|                    | Coureur                        | Pays               | Équipe                       | Temps               |
| ------------------ | ------------------------------ | ------------------ | ---------------------------- | ------------------- |
| 1er                | Julien Liponne                 | France             | Bourg Ain Cyclisme           | en 23 h 46 min 54 s |
| 2e                 | Thomas Lebas                   | France             | Bridgestone Anchor Cycling   | + 1 min 50 s        |
| 3e                 | José Isidro Chacón Díaz        | Venezuela          | A.S. Baie-Mahaultienne       | + 2 min 1 s         |
| 4e                 | Ever Alexander Rivera Guerrero | Colombie           | Vélo Club de Grand Case      | + 2 min 18 s        |
| 5e                 | Sébastien Fournet-Fayard       | France             | Team Pro Immo Nicolas Roux   | + 2 min 25 s        |
| 6e                 | Cédric Eustache                | France             | Club Martinique              | + 2 min 29 s        |
| 7e                 | Maxime Le Lavandier            | France             | Team Pro Immo Nicolas Roux   | + 3 min 19 s        |
| 8e                 | Damien Monier                  | France             | Bridgestone Anchor Cycling   | + 3 min 36 s        |
| 9e                 | Rafael Márquez Raigón          | Espagne            | Inteja MMR Dominican Cycling | + 3 min 55 s        |
| 10e                | Ludovic Turpin                 | France             | Vélo Club de Grand Case      | + 4 min 42 s        |
| modifier           |                                |                    |                              |                     |

### 8eb étape
| Classement de l'étape | Classement de l'étape    | Classement de l'étape | Classement de l'étape           | Classement de l'étape |
|                       | Coureur                  | Pays                  | Équipe                          | Temps                 |
| --------------------- | ------------------------ | --------------------- | ------------------------------- | --------------------- |
| 1er                   | Damien Monier            | France                | Bridgestone Anchor Cycling      | en 27 min 36 s        |
| 2e                    | Sébastien Fournet-Fayard | France                | Team Pro Immo Nicolas Roux      | + 28 s                |
| 3e                    | Jesse Anthony            | États-Unis            | Rally Cycling                   | + 34 s                |
| 4e                    | José Isidro Chacón Díaz  | Venezuela             | A.S. Baie-Mahaultienne          | + 43 s                |
| 5e                    | Cédric Eustache          | France                | Club Martinique                 | + 45 s                |
| 6e                    | Maxime Le Lavandier      | France                | Team Pro Immo Nicolas Roux      | + 57 s                |
| 7e                    | Ryota Nishizono          | Japon                 | Bridgestone Anchor Cycling      | + 1 min 3 s           |
| 8e                    | Cédric Locatin           | France                | Excelsior                       | + 1 min 11 s          |
| 9e                    | Ludovic Turpin           | France                | Vélo Club de Grand Case         | + 1 min 17 s          |
| 10e                   | Jules Lanclume           | France                | Vélo du Centre et de la Caraïbe | + 1 min 19 s          |
| modifier              |                          |                       |                                 |                       |

| Classement général | Classement général             | Classement général | Classement général           | Classement général  |
|                    | Coureur                        | Pays               | Équipe                       | Temps               |
| ------------------ | ------------------------------ | ------------------ | ---------------------------- | ------------------- |
| 1er                | José Isidro Chacón Díaz        | Venezuela          | A.S. Baie-Mahaultienne       | en 24 h 17 min 14 s |
| 2e                 | Julien Liponne                 | France             | Bourg Ain Cyclisme           | + 6 s               |
| 3e                 | Sébastien Fournet-Fayard       | France             | Team Pro Immo Nicolas Roux   | + 9 s               |
| 4e                 | Cédric Eustache                | France             | Club Martinique              | + 30 s              |
| 5e                 | Damien Monier                  | France             | Bridgestone Anchor Cycling   | + 52 s              |
| 6e                 | Ever Alexander Rivera Guerrero | Colombie           | Vélo Club de Grand Case      | + 1 min 18 s        |
| 7e                 | Thomas Lebas                   | France             | Bridgestone Anchor Cycling   | + 1 min 28 s        |
| 8e                 | Maxime Le Lavandier            | France             | Team Pro Immo Nicolas Roux   | + 1 min 33 s        |
| 9e                 | Ludovic Turpin                 | France             | Vélo Club de Grand Case      | + 3 min 15 s        |
| 10e                | Rafael Márquez Raigón          | Espagne            | Inteja MMR Dominican Cycling | + 3 min 39 s        |
| modifier           |                                |                    |                              |                     |

### 9eétape
| Classement de l'étape | Classement de l'étape   | Classement de l'étape | Classement de l'étape        | Classement de l'étape |
|                       | Coureur                 | Pays                  | Équipe                       | Temps                 |
| --------------------- | ----------------------- | --------------------- | ---------------------------- | --------------------- |
| 1er                   | Jesse Anthony           | États-Unis            | Rally Cycling                | en 2 h 34 min 8 s     |
| 2e                    | Marc Flavien            | France                | Club Martinique              | + 1 s                 |
| 3e                    | Maxime Le Lavandier     | France                | Team Pro Immo Nicolas Roux   | + 5 s                 |
| 4e                    | Damien Monier           | France                | Bridgestone Anchor Cycling   | + 9 s                 |
| 5e                    | Ludovic Turpin          | France                | Vélo Club de Grand Case      | + 16 s                |
| 6e                    | Nicolas Thomasson       | France                | Team Pro Immo Nicolas Roux   | + 1 min 23 s          |
| 7e                    | Lionel Miny             | France                | Jeunesse Cycliste des Abymes | + 1 min 37 s          |
| 8e                    | Cédric Pouvin           | France                | Rayon d'Argent               | + 1 min 39 s          |
| 9e                    | Jayson Rousseau         | France                | Vélo Club de Grand Case      | + 1 min 39 s          |
| 10e                   | José Isidro Chacón Díaz | Venezuela             | A.S. Baie-Mahaultienne       | + 1 min 39 s          |
| modifier              |                         |                       |                              |                       |

## Classements finals

### Classement général final
| Classement général final | Classement général final       | Classement général final | Classement général final     | Classement général final |
|                          | Coureur                        | Pays                     | Équipe                       | Temps                    |
| ------------------------ | ------------------------------ | ------------------------ | ---------------------------- | ------------------------ |
| 1er                      | Damien Monier                  | France                   | Bridgestone Anchor Cycling   | en 26 h 52 min 29 s      |
| 2e                       | Maxime Le Lavandier            | France                   | Team Pro Immo Nicolas Roux   | + 33 s                   |
| 3e                       | José Isidro Chacón Díaz        | Venezuela                | A.S. Baie-Mahaultienne       | + 42 s                   |
| 4e                       | Julien Liponne                 | France                   | Bourg Ain Cyclisme           | + 50 s                   |
| 5e                       | Sébastien Fournet-Fayard       | France                   | Team Pro Immo Nicolas Roux   | + 52 s                   |
| 6e                       | Cédric Eustache                | France                   | Club Martinique              | + 1 min 14 s             |
| 7e                       | Thomas Lebas                   | France                   | Bridgestone Anchor Cycling   | + 2 min 10 s             |
| 8e                       | Ever Alexander Rivera Guerrero | Colombie                 | Vélo Club de Grand Case      | + 2 min 24 s             |
| 9e                       | Ludovic Turpin                 | France                   | Vélo Club de Grand Case      | + 2 min 30 s             |
| 10e                      | Rafael Márquez Raigón          | Espagne                  | Inteja MMR Dominican Cycling | + 4 min 29 s             |
| modifier                 |                                |                          |                              |                          |

### Classements annexes
| Classement par points | Classement par points | Classement par points | Classement par points      | Classement par points |
| --------------------- | --------------------- | --------------------- | -------------------------- | --------------------- |
|                       | Coureur               | Pays                  | Équipe                     | Point(s)              |
| 1er                   | Jesse Anthony         | États-Unis            | Rally Cycling              | 67 points             |
| 2e                    | Yolan Sylvestre       | France                | Club Martinique            | 56 pts                |
| 3e                    | Nicolas Thomasson     | France                | Team Pro Immo Nicolas Roux | 46 pts                |
| modifier              |                       |                       |                            |                       |

| Classement de la montagne | Classement de la montagne      | Classement de la montagne | Classement de la montagne  | Classement de la montagne |
| ------------------------- | ------------------------------ | ------------------------- | -------------------------- | ------------------------- |
|                           | Coureur                        | Pays                      | Équipe                     | Point(s)                  |
| 1er                       | Ever Alexander Rivera Guerrero | Colombie                  | Vélo Club de Grand Case    | 20 points                 |
| 2e                        | Sébastien Fournet-Fayard       | France                    | Team Pro Immo Nicolas Roux | 17 pts                    |
| 3e                        | Yolan Sylvestre                | France                    | Club Martinique            | 13 pts                    |
| modifier                  |                                |                           |                            |                           |

| Classement des points chauds | Classement des points chauds | Classement des points chauds | Classement des points chauds    | Classement des points chauds |
| ---------------------------- | ---------------------------- | ---------------------------- | ------------------------------- | ---------------------------- |
|                              | Coureur                      | Pays                         | Équipe                          | Point(s)                     |
| 1er                          | Nicolas Thomasson            | France                       | Team Pro Immo Nicolas Roux      | 29 points                    |
| 2e                           | Joachim Bray Gregorio        | Portugal                     | Vélo du Centre et de la Caraïbe | 14 pts                       |
| 3e                           | Julien Liponne               | France                       | Bourg Ain Cyclisme              | 11 pts                       |
| modifier                     |                              |                              |                                 |                              |

| Classement du meilleur jeune | Classement du meilleur jeune | Classement du meilleur jeune | Classement du meilleur jeune   | Classement du meilleur jeune |
|                              | Coureur                      | Pays                         | Équipe                         | Temps                        |
| ---------------------------- | ---------------------------- | ---------------------------- | ------------------------------ | ---------------------------- |
| 1er                          | Cédric Locatin               | France                       | Excelsior                      | en 27 h 5 min 8 s            |
| 2e                           | Loïc Laviolette              | France                       | Karukera Assainissement P.D.L. | + 2 min 15 s                 |
| 3e                           | Florian Obersteiner          | Allemagne                    | Team Fachklinik Dr Herzog      | + 5 min 49 s                 |
| modifier                     |                              |                              |                                |                              |

| Classement du combiné | Classement du combiné    | Classement du combiné | Classement du combiné      | Classement du combiné |
| --------------------- | ------------------------ | --------------------- | -------------------------- | --------------------- |
|                       | Coureur                  | Pays                  | Équipe                     | Point(s)              |
| 1er                   | José Isidro Chacón Díaz  | Venezuela             | A.S. Baie-Mahaultienne     | 61 points             |
| 2e                    | Thomas Lebas             | France                | Bridgestone Anchor Cycling | 76 pts                |
| 3e                    | Sébastien Fournet-Fayard | France                | Team Pro Immo Nicolas Roux | 77 pts                |
| modifier              |                          |                       |                            |                       |

| Classement par équipes | Classement par équipes     | Classement par équipes | Classement par équipes |
|                        | Équipe                     | Pays                   | Temps                  |
| ---------------------- | -------------------------- | ---------------------- | ---------------------- |
| 1re                    | Team Pro Immo Nicolas Roux | France                 | en 80 h 42 min 21 s    |
| 2e                     | Bridgestone Anchor Cycling | Japon                  | + 9 min 37 s           |
| 3e                     | Vélo Club de Grand Case    | France                 | + 15 min 41 s          |
| modifier               |                            |                        |                        |

### UCI Europe Tour
Ce Tour cycliste international de la Guadeloupe attribue des points pour l'UCI Europe Tour 2016, y compris aux coureurs faisant partie d'une équipe ayant un label WorldTeam. De plus la course donne le même nombre de points individuellement à tous les coureurs pour le classement mondial UCI 2016.
| Position           | 1er | 2e | 3e | 4e | 5e | 6e | 7e | 8e à 10e |
| Classement général | 40  | 30 | 25 | 20 | 15 | 10 | 5  | 3        |
| Par étape          | 7   | 3  | 1  |    |    |    |    |          |
| Leader, par étape  | 1   |    |    |    |    |    |    |          |

| Cycliste                       | Équipe                          | Général | Étape | Leader | Total |
| ------------------------------ | ------------------------------- | ------- | ----- | ------ | ----- |
| Damien Monier                  | Bridgestone Anchor Cycling      | 40      | 7     | -      | 47    |
| Maxime Le Lavandier            | Team Pro Immo Nicolas Roux      | 30      | 4     | -      | 34    |
| José Isidro Chacón Díaz        | A.S. Baie-Mahaultienne          | 25      | 1     | 1      | 27    |
| Sébastien Fournet-Fayard       | Team Pro Immo Nicolas Roux      | 15      | 10    | -      | 25    |
| Julien Liponne                 | Bourg Ain Cyclisme              | 20      | -     | 2      | 22    |
| Jesse Anthony                  | Rally Cycling                   | -       | 18    | 1      | 19    |
| Cédric Eustache                | Club Martinique                 | 10      | 3     | 1      | 14    |
| Yolan Sylvestre                | Club Martinique                 | -       | 10    | -      | 10    |
| Thomas Lebas                   | Bridgestone Anchor Cycling      | 5       | -     | 3      | 8     |
| Charles Bradley Huff           | Rally Cycling                   | -       | 7     | 1      | 8     |
| Rafael Márquez Raigón          | Inteja MMR Dominican Cycling    | 3       | 3     | -      | 6     |
| Cédric Ramothe                 | Uni Sport Lamentinois           | -       | 7     | -      | 7     |
| Nicolas Thomasson              | Team Pro Immo Nicolas Roux      | -       | 7     | -      | 7     |
| Yannis Cidolit                 | Karukera Assainissement P.D.L.  | -       | 7     | -      | 7     |
| Sylvain Georges                | Team Pro Immo Nicolas Roux      | -       | 7     | -      | 7     |
| Jayson Rousseau                | Vélo Club de Grand Case         | -       | 4     | -      | 4     |
| Ever Alexander Rivera Guerrero | Vélo Club de Grand Case         | 3       | -     | -      | 3     |
| Ludovic Turpin                 | Vélo Club de Grand Case         | 3       | -     | -      | 3     |
| Camille Chancrin               | Bourg Ain Cyclisme              | -       | 3     | -      | 3     |
| Damien Maroni Chevalier        | A.S. Baie-Mahaultienne          | -       | 3     | -      | 3     |
| Kélian Duro                    | Vélo Club Saintannais           | -       | 3     | -      | 3     |
| Marc Flavien                   | Club Martinique                 | -       | 3     | -      | 3     |
| Joastien Perran                | Vélo Club Saintannais           | -       | 1     | -      | 1     |
| Ryota Nishizono                | Bridgestone Anchor Cycling      | -       | 1     | -      | 1     |
| Boris Carène                   | A.S. Baie-Mahaultienne          | -       | 1     | -      | 1     |
| Shane Kline                    | Rally Cycling                   | -       | 1     | -      | 1     |
| Olivier Curier                 | Excelsior                       | -       | 1     | -      | 1     |
| Jules Lanclume                 | Vélo du Centre et de la Caraïbe | -       | 1     | -      | 1     |

## Évolution des classements
| Étape              | Vainqueur                | Classement général      | Classement par points | Classement de la montagne      | Classement des points chauds | Classement du meilleur jeune | Classement du combiné    | Classement par équipes     |
| ------------------ | ------------------------ | ----------------------- | --------------------- | ------------------------------ | ---------------------------- | ---------------------------- | ------------------------ | -------------------------- |
| Prologue           | Charles Bradley Huff     | Charles Bradley Huff    | Non décerné           | Non décerné                    | Non décerné                  | Ronald Géran                 | Non décerné              | Rally Cycling              |
| 1                  | Cédric Ramothe           | Jesse Anthony           | Cédric Ramothe        | Rafael Márquez Raigón          | Cédric Ramothe               | Jayson Rousseau              | Non décerné              | Rally Cycling              |
| 2a                 | Nicolas Thomasson        | Cédric Eustache         | Cédric Ramothe        | Ryota Nishizono                | Nicolas Thomasson            | Jayson Rousseau              | Nicolas Thomasson        | Bridgestone Anchor Cycling |
| 2b                 | Sébastien Fournet-Fayard | Thomas Lebas            | Cédric Ramothe        | Sébastien Fournet-Fayard       | Nicolas Thomasson            | Antoine Bravard              | Sébastien Fournet-Fayard | Bridgestone Anchor Cycling |
| 3                  | Jesse Anthony            | Thomas Lebas            | Yolan Sylvestre       | Sébastien Fournet-Fayard       | Nicolas Thomasson            | Antoine Bravard              | Sébastien Fournet-Fayard | Bridgestone Anchor Cycling |
| 4                  | José Flober Peña Peña    | José Flober Peña Peña   | Yolan Sylvestre       | José Flober Peña Peña          | Nicolas Thomasson            | Antoine Bravard              | José Isidro Chacón Díaz  | Bridgestone Anchor Cycling |
| 5                  | Étape annulée            | José Flober Peña Peña   | Yolan Sylvestre       | José Flober Peña Peña          | Nicolas Thomasson            | Antoine Bravard              | José Isidro Chacón Díaz  | Bridgestone Anchor Cycling |
| 6                  | Yannis Cidolit           | Thomas Lebas            | Yolan Sylvestre       | Ever Alexander Rivera Guerrero | Nicolas Thomasson            | Shane Kline                  | José Isidro Chacón Díaz  | Team Pro Immo Nicolas Roux |
| 7                  | Sylvain Georges          | Julien Liponne          | Yolan Sylvestre       | Ever Alexander Rivera Guerrero | Nicolas Thomasson            | Cédric Locatin               | José Isidro Chacón Díaz  | Team Pro Immo Nicolas Roux |
| 8a                 | Yolan Sylvestre          | Julien Liponne          | Yolan Sylvestre       | Ever Alexander Rivera Guerrero | Nicolas Thomasson            | Cédric Locatin               | Thomas Lebas             | Team Pro Immo Nicolas Roux |
| 8b                 | Charles Bradley Huff     | José Isidro Chacón Díaz | Yolan Sylvestre       | Ever Alexander Rivera Guerrero | Nicolas Thomasson            | Cédric Locatin               | José Isidro Chacón Díaz  | Team Pro Immo Nicolas Roux |
| 9                  | Jesse Anthony            | Damien Monier           | Jesse Anthony         | Ever Alexander Rivera Guerrero | Nicolas Thomasson            | Cédric Locatin               | José Isidro Chacón Díaz  | Team Pro Immo Nicolas Roux |
| Classements finals | Classements finals       | Damien Monier           | Jesse Anthony         | Ever Alexander Rivera Guerrero | Nicolas Thomasson            | Cédric Locatin               | José Isidro Chacón Díaz  | Team Pro Immo Nicolas Roux |

## Liste des participants
- Liste de départ complète

| Légende                                | Légende                                                                                                  | Légende                                | Légende                                                                                                  |
| -------------------------------------- | --- | -------------------------------------- | --- |
| Num                                    | Dossard de départ porté par le coureur sur ce Tour de la Guadeloupe                                      | Pos                                    | Position finale au classement général                                                                    |
| Leader du classement général           | Indique le vainqueur du classement général                                                               | Leader du classement par points        | Indique le vainqueur du classement par points                                                            |
| Leader du classement de la montagne    | Indique le vainqueur du classement de la montagne                                                        | Leader du classement des points chauds | Indique le vainqueur du classement des points chauds                                                     |
| Leader du classement du meilleur jeune | Indique le vainqueur du classement du meilleur jeune                                                     | Leader du classement de la combativité | Indique le vainqueur du classement de la combativité                                                     |
| Leader du classement du combiné        | Indique le vainqueur du classement combiné                                                               | #                                      | Indique la meilleure équipe                                                                              |
| NP                                     | Indique un coureur qui n'a pas pris le départ d'une étape, suivi du numéro de l'étape où il s'est retiré | AB                                     | Indique un coureur qui n'a pas terminé une étape, suivi du numéro de l'étape où il s'est retiré          |
| HD                                     | Indique un coureur qui a terminé une étape hors des délais, suivi du numéro de l'étape                   | *                                      | Indique un coureur en lice pour le classement du meilleur jeune (coureurs nés après le 1er janvier 1994) |
| DSQ                                    | Indique un coureur qui a été disqualifié de la course, suivi du numéro de l'étape                        |                                        | |

| A.S. Baie-Mahaultienne -             | A.S. Baie-Mahaultienne -      | A.S. Baie-Mahaultienne - |
| ------------------------------------ | ----------------------------- | ------------------------ |
| Num                                  | Coureur                       | Pos                      |
| 1                                    | Boris Carène (FRA)            | NP-6                     |
| 2                                    | Frédéric Attaud (FRA)         | 46e                      |
| 3                                    | Damien Maroni-Chevalier (FRA) | 40e                      |
| 4                                    | Olivier Chauppard (FRA)       | NP-P                     |
| 5                                    | Steevy Joachim (FRA)*         | 54e                      |
| 6                                    | José Isidro Chacón Díaz (VEN) | 3e                       |
| Directeur sportif : Maurice Magloire |                               |                          |

| Inteja MMR Dominican Cycling DCT       | Inteja MMR Dominican Cycling DCT | Inteja MMR Dominican Cycling DCT |
| -------------------------------------- | -------------------------------- | -------------------------------- |
| Num                                    | Coureur                          | Pos                              |
| 11                                     | Diego Milán Jiménez (DOM)        | NP-4                             |
| 12                                     | Ignacio Sarabia Díaz (MEX)       | 17e                              |
| 13                                     | Leonardo Mazara Luisito (DOM)    | AB-4                             |
| 14                                     | Joel José García Peña (DOM)      | AB-3                             |
| 15                                     | Rafael Márquez Raigón (ESP)      | 10e                              |
| 16                                     | Miguel Luis Álvarez Ayala (MEX)  | AB-4                             |
| Directeur sportif : Emmanuel Fernandez |                                  |                                  |

| Karukera Assainissement P.D.L. - | Karukera Assainissement P.D.L. - | Karukera Assainissement P.D.L. - |
| -------------------------------- | -------------------------------- | -------------------------------- |
| Num                              | Coureur                          | Pos                              |
| 21                               | Loïc Laviolette (FRA)*           | 19e                              |
| 22                               | Daniel Junon (FRA)               | 61e                              |
| 23                               | Larry Lutin (FRA)                | 59e                              |
| 24                               | Teddy Taranne (FRA)              | 69e                              |
| 25                               | Shelsy Deloumeaux (FRA)*         | 65e                              |
| 26                               | Yannis Cidolit (FRA)*            | AB-8a                            |
| Directeur sportif : Erick Chebah |                                  |                                  |

| Bridgestone Anchor Cycling BGT        | Bridgestone Anchor Cycling BGT | Bridgestone Anchor Cycling BGT |
| ------------------------------------- | ------------------------------ | ------------------------------ |
| Num                                   | Coureur                        | Pos                            |
| 31                                    | Thomas Lebas (FRA)             | 7e                             |
| 32                                    | Damien Monier (FRA)            | 1er                            |
| 33                                    | Sho Hatsuyama (JPN)            | AB-8a                          |
| 34                                    | Ryu Suzuki (JPN)               | 47e                            |
| 35                                    | Hiroshi Tsubaki (JPN)          | 58e                            |
| 36                                    | Ryota Nishizono (JPN)          | 31e                            |
| Directeur sportif : Takehiro Mizutani |                                |                                |

| Team Pro Immo Nicolas Roux # PIM          | Team Pro Immo Nicolas Roux # PIM | Team Pro Immo Nicolas Roux # PIM |
| ----------------------------------------- | -------------------------------- | -------------------------------- |
| Num                                       | Coureur                          | Pos                              |
| 41                                        | Sylvain Georges (FRA)            | 18e                              |
| 42                                        | Sébastien Fournet-Fayard (FRA)   | 5e                               |
| 43                                        | Maxime Le Lavandier (FRA)        | 2e                               |
| 44                                        | Pierre Almeida (FRA)             | 60e                              |
| 45                                        | Nicolas Thomasson (FRA)          | 11e                              |
| 46                                        | Julien Pierrat (FRA)             | AB-6                             |
| Directeur sportif : Jean-Philippe Duracka |                                  |                                  |

| Vélo Club Saintannais -         | Vélo Club Saintannais - | Vélo Club Saintannais - |
| ------------------------------- | ----------------------- | ----------------------- |
| Num                             | Coureur                 | Pos                     |
| 52                              | Naïddjy Barny (FRA)     | 35e                     |
| 53                              | Joastian Perran (FRA)   | AB-7                    |
| 54                              | Kelian Duro (FRA)       | 27e                     |
| 55                              | William Bondot (FRA)    | 55e                     |
| 56                              | Jordan Nacto (FRA)      | AB-6                    |
| Directeur sportif : Franck Duro |                         |                         |

| Team Fachklinik Dr Herzog -       | Team Fachklinik Dr Herzog - | Team Fachklinik Dr Herzog - |
| --------------------------------- | --------------------------- | --------------------------- |
| Num                               | Coureur                     | Pos                         |
| 61                                | Florian Obersteiner (GER)*  | 23e                         |
| 62                                | Leon Echtermann (GER)*      | AB-6                        |
| 63                                | Tim Becker (GER)*           | 28e                         |
| 64                                | Victor Brück (GER)*         | 30e                         |
| 65                                | Yannik Distel (GER)         | 66e                         |
| 66                                | Torben Xanke (GER)          | 78e                         |
| Directeur sportif : Sabina Ossira |                             |                             |

| Rayon d'Argent -                   | Rayon d'Argent -                | Rayon d'Argent - |
| ---------------------------------- | ------------------------------- | ---------------- |
| Num                                | Coureur                         | Pos              |
| 71                                 | Bernard Darin (FRA)             | AB-4             |
| 72                                 | Franswajino Roulon (FRA)        | 49e              |
| 73                                 | Christophe Thibois (FRA)        | NP-3             |
| 74                                 | Cédric Pouvin (FRA)             | 39e              |
| 75                                 | José Daniel Bernal García (COL) | AB-4             |
| 76                                 | Andy Dorvillius (FRA)           | 37e              |
| Directeur sportif : Jean-Luc Retel |                                 |                  |

| Vélo Club de Grand Case -       | Vélo Club de Grand Case -            | Vélo Club de Grand Case - |
| ------------------------------- | ------------------------------------ | ------------------------- |
| Num                             | Coureur                              | Pos                       |
| 81                              | Grégory Errin (FRA)                  | NP-6                      |
| 82                              | Grégory Blondin (FRA)                | 29e                       |
| 84                              | Ever Alexander Rivera Guerrero (COL) | 8e                        |
| 85                              | Ludovic Turpin (FRA)                 | 9e                        |
| 86                              | Jayson Rousseau (FRA)*               | 45e                       |
| Directeur sportif : Andy Sinnan |                                      |                           |

| Rally Cycling RLY                | Rally Cycling RLY          | Rally Cycling RLY |
| -------------------------------- | -------------------------- | ----------------- |
| Num                              | Coureur                    | Pos               |
| 91                               | Jesse Anthony (USA)        | 16e               |
| 92                               | Thomas Soladay (USA)       | 52e               |
| 93                               | Bjorn Selander (USA)       | AB-7              |
| 94                               | Charles Bradley Huff (USA) | NP-2a             |
| 96                               | Shane Kline (USA)          | 43e               |
| Directeur sportif : Jonas Carney |                            |                   |

| Excelsior -                     | Excelsior -              | Excelsior - |
| ------------------------------- | ------------------------ | ----------- |
| Num                             | Coureur                  | Pos         |
| 111                             | Olivier Curier (FRA)     | 21e         |
| 112                             | William Balguy (FRA)     | NP-6        |
| 113                             | Freddy Hamlet (FRA)      | AB-6        |
| 114                             | Kenny Jean-Jacques (FRA) | AB-6        |
| 115                             | Marvin Judith (FRA)*     | 64e         |
| 116                             | Cédric Locatin (FRA)*    | 15e         |
| Directeur sportif : Freddy Urie |                          |             |

| Pédale du Centre -                  | Pédale du Centre -     | Pédale du Centre - |
| ----------------------------------- | ---------------------- | ------------------ |
| Num                                 | Coureur                | Pos                |
| 121                                 | Rodrigue Varinas (FRA) | HD-1               |
| 122                                 | Roméo Bardus (FRA)     | AB-3               |
| 123                                 | Ananiel Lollia (FRA)*  | AB-3               |
| 124                                 | Cyril Vindex (FRA)*    | AB-3               |
| 125                                 | Migwel Antoine (FRA)*  | HD-1               |
| 126                                 | Deyris Rosan (FRA)*    | HD-2b              |
| Directeur sportif : Michel Chelamie |                        |                    |

| Bourg Ain Cyclisme -                | Bourg Ain Cyclisme -    | Bourg Ain Cyclisme - |
| ----------------------------------- | ----------------------- | -------------------- |
| Num                                 | Coureur                 | Pos                  |
| 131                                 | Antoine Bravard (FRA)*  | 44e                  |
| 132                                 | Maximilien Douvre (FRA) | AB-3                 |
| 134                                 | Camille Chancrin (FRA)  | 33e                  |
| 135                                 | Julien Liponne (FRA)    | 4e                   |
| 136                                 | Simon Buttner (FRA)     | 38e                  |
| Directeur sportif : Gilbert Michoux |                         |                      |

| Jeunesse Cycliste des Abymes -   | Jeunesse Cycliste des Abymes - | Jeunesse Cycliste des Abymes - |
| -------------------------------- | ------------------------------ | ------------------------------ |
| Num                              | Coureur                        | Pos                            |
| 141                              | Rogan Dabrion (FRA)*           | 63e                            |
| 143                              | Keiji Lorquin (FRA)*           | AB-1                           |
| 144                              | Alrick Louisor (FRA)*          | 70e                            |
| 145                              | Lionel Miny (FRA)              | 22e                            |
| 146                              | Felyscio Leogane (FRA)*        | AB-6                           |
| Directeur sportif : Denis Mirval |                                |                                |

| Union Vélocipédique de Marie-Galante - | Union Vélocipédique de Marie-Galante - | Union Vélocipédique de Marie-Galante - |
| -------------------------------------- | -------------------------------------- | -------------------------------------- |
| Num                                    | Coureur                                | Pos                                    |
| 151                                    | Wildrick Eglela (FRA)                  | HD-1                                   |
| 152                                    | Jeremy Castanet (FRA)                  | NP-6                                   |
| 153                                    | Eloi Néré (FRA)                        | NP-6                                   |
| 154                                    | Allan Florette (FRA)                   | AB-1                                   |
| Directeur sportif : Joël Korval        |                                        |                                        |

| Club de La Défense -               | Club de La Défense -       | Club de La Défense - |
| ---------------------------------- | -------------------------- | -------------------- |
| Num                                | Coureur                    | Pos                  |
| 161                                | Sony Lamarre (FRA)         | 74e                  |
| 162                                | Grzegorz Kwiatkowski (FRA) | 14e                  |
| 163                                | Pascal Bousquet (FRA)      | 20e                  |
| 164                                | Thomas Terretaz (SUI)*     | 57e                  |
| 165                                | Olivier Lefrançois (FRA)   | 77e                  |
| 166                                | Ronan Poulizac (FRA)       | 26e                  |
| Directeur sportif : Franck Lecuyer |                            |                      |

| Uni Sport Lamentinois -                | Uni Sport Lamentinois -            | Uni Sport Lamentinois - |
| -------------------------------------- | ---------------------------------- | ----------------------- |
| Num                                    | Coureur                            | Pos                     |
| 171                                    | José Flober Peña Peña (COL)        | NP-6                    |
| 172                                    | Giovanni Manuel Báez Álvarez (COL) | NP-6                    |
| 173                                    | Jordy Pruneau (FRA)*               | NP-6                    |
| 174                                    | Cédric Ramothe (FRA)               | NP-6                    |
| 175                                    | Mickaël Maudon (FRA)               | HD-2b                   |
| 176                                    | Melvin Magdeleine-Raabon (FRA)*    | NP-6                    |
| Directeur sportif : Riclaude Pensédent |                                    |                         |

| O. Cycl. du Levant / Jarry Team Vélo + - | O. Cycl. du Levant / Jarry Team Vélo + - | O. Cycl. du Levant / Jarry Team Vélo + - |
| ---------------------------------------- | ---------------------------------------- | ---------------------------------------- |
| Num                                      | Coureur                                  | Pos                                      |
| 181                                      | Romain Vinetot (FRA)*                    | 48e                                      |
| 182                                      | Guillaume Vinetot (FRA)*                 | HD-1                                     |
| 183                                      | Gilles Suares (FRA)*                     | 76e                                      |
| 184                                      | Daryl Vainqueur (FRA)                    | 72e                                      |
| Directeur sportif : Pascal Lindor        |                                          |                                          |

| U.S.R. Vélo -                        | U.S.R. Vélo -          | U.S.R. Vélo - |
| ------------------------------------ | ---------------------- | ------------- |
| Num                                  | Coureur                | Pos           |
| 191                                  | Adrien Alidor (FRA)    | 71e           |
| 192                                  | Dimitri Deliot (FRA)   | AB-6          |
| 193                                  | Neddhym Nemorin (FRA)* | 36e           |
| 194                                  | Naël Navis (FRA)*      | AB-3          |
| 195                                  | Vivien Alidor (FRA)*   | 73e           |
| Directeur sportif : Philippe Zadigue |                        |               |

| Convergence S.C. Abymienne -     | Convergence S.C. Abymienne - | Convergence S.C. Abymienne - |
| -------------------------------- | ---------------------------- | ---------------------------- |
| Num                              | Coureur                      | Pos                          |
| 211                              | Yonas Azede (FRA)*           | HD-1                         |
| 212                              | Lindy Closse Cambrone (FRA)  | HD-2b                        |
| 213                              | Ronald Géran (FRA)*          | 51e                          |
| 214                              | Giovanni Rousseau (FRA)      | AB-4                         |
| Directeur sportif : Alain Forbin |                              |                              |

| Vélo du Centre et de la Caraïbe - | Vélo du Centre et de la Caraïbe -      | Vélo du Centre et de la Caraïbe - |
| --------------------------------- | -------------------------------------- | --------------------------------- |
| Num                               | Coureur                                | Pos                               |
| 221                               | Jean-Louis Damase (FRA)*               | 53e                               |
| 222                               | Braulio de Jesús García Castillo (DOM) | 50e                               |
| 223                               | Jérémy Luce (FRA)*                     | AB-1                              |
| 224                               | Gaël Bordée (FRA)*                     | AB-7                              |
| 225                               | Jules Lanclume (FRA)                   | 12e                               |
| 226                               | Joachim Bray Gregorio (POR)            | 62e                               |
| Directeur sportif : Georges Balta |                                        |                                   |

| Team Ghi Gwada -                      | Team Ghi Gwada -                 | Team Ghi Gwada - |
| ------------------------------------- | -------------------------------- | ---------------- |
| Num                                   | Coureur                          | Pos              |
| 232                                   | John Alberto Nava Carvajar (VEN) | 32e              |
| 233                                   | Stéphane Larochelle (FRA)        | 25e              |
| 234                                   | Miguel Cuirassier (FRA)          | 80e              |
| 235                                   | Kevin Karioua (FRA)              | 79e              |
| 236                                   | Ross Serrant (FRA)               | HD-2b            |
| Directeur sportif : Tony Latchmansing |                                  |                  |

| Union Vélocipédique du Nord -         | Union Vélocipédique du Nord - | Union Vélocipédique du Nord - |
| ------------------------------------- | ----------------------------- | ----------------------------- |
| Num                                   | Coureur                       | Pos                           |
| 241                                   | Cédric Laurent (FRA)          | NP-P                          |
| 242                                   | Yoan Daupin (FRA)*            | NP-1                          |
| 243                                   | Widjy Relmy (FRA)*            | 75e                           |
| 244                                   | Fabrice Cornélie (FRA)        | AB-6                          |
| 245                                   | Kéran Barolin (FRA)           | 13e                           |
| Directeur sportif : Jean-Pierre Matou |                               |                               |

| Pédale Pointe-Noirienne -          | Pédale Pointe-Noirienne -       | Pédale Pointe-Noirienne - |
| ---------------------------------- | ------------------------------- | ------------------------- |
| Num                                | Coureur                         | Pos                       |
| 251                                | Gaël Attaud (FRA)               | NP-4                      |
| 252                                | Harold Barlagne (FRA)*          | HD-1                      |
| 253                                | Edwige Belair (FRA)             | 56e                       |
| 254                                | Dario Boniface (FRA)            | 68e>                      |
| 255                                | Freddy Vargas Castellanos (VEN) | 24e                       |
| Directeur sportif : Harry Longfort |                                 |                           |

| Club Martinique -                  | Club Martinique -        | Club Martinique - |
| ---------------------------------- | ------------------------ | ----------------- |
| Num                                | Coureur                  | Pos               |
| 261                                | Kevin Largitte (FRA)     | 41e               |
| 262                                | Mickaël Stanislas (FRA)* | AB-3              |
| 263                                | Eddy Cadet-Marthe (FRA)* | 67e               |
| 264                                | Marc Flavien (FRA)       | 34e               |
| 265                                | Cédric Eustache (FRA)    | 6e                |
| 266                                | Yolan Sylvestre (FRA)    | 42e               |
| Directeur sportif : Francis Delpha |                          |                   |

## Aspects extra-sportifs
Le 7 février 2017, la commission nationale de discipline antidopage de la Fédération française de cyclisme décide de suspendre 4 ans pour cause de dopage trois coureurs cyclistes qui avaient participé au Tour de la Guadeloupe 2016 : Flober Peña (4 fois vainqueur du Tour de la Guadeloupe, vainqueur de la 4e étape du Tour 2016), Giovanni Báez de l'Uni Sport Lamentinois et Daniel Bernal (également 4 fois vainqueur du Tour de la Guadeloupe) du Rayon d'Argent. Ils ont été contrôlés positifs à l'EPO Cera par l'AFLD lors du Tour 2016 et ont donc été suspendus à titre rétroactif à partir du 30 juillet 2016. Leurs résultats à partir de cette date ont été également annulés. Cette décision a entraîné le licenciement de Daniel Bernal de son club du Rayon d'Argent.